# 菲納鰓科
菲納鰓科（學名：Fionidae）是一個裸鰓類海蛞蝓的科，屬於海洋腹足綱軟體動物菲納鰓總科的成員。

## 分類歷史
菲納鰓科一向只有菲納鰓屬一個屬。在2016年，當時有分子支序親緣學的研究認為本科應擴展至包括原來Tergipedidae、Eubranchidae及Calmidae三個科的部分物種。然而2017年另一個更深入研究，從DNA方面的實證對科與屬的重新解釋，推翻了這個決定。

## 屬
本科只有一個屬：
- 菲納鰓屬  Fiona Alder & Hancock [in Forbes & Hanley], 1853

## 外部連結
- 維基物種上的相關：菲納鰓科